# Rue des Bourguignons (Asnières-sur-Seine et Bois-Colombes)
Pour les articles homonymes, voir Rue des Bourguignons.
La rue des Bourguignons est un des axes principaux d'Asnières-sur-Seine (Côté des numéros de rues pairs) et Bois-Colombes (Côté impair).

## Situation et accès

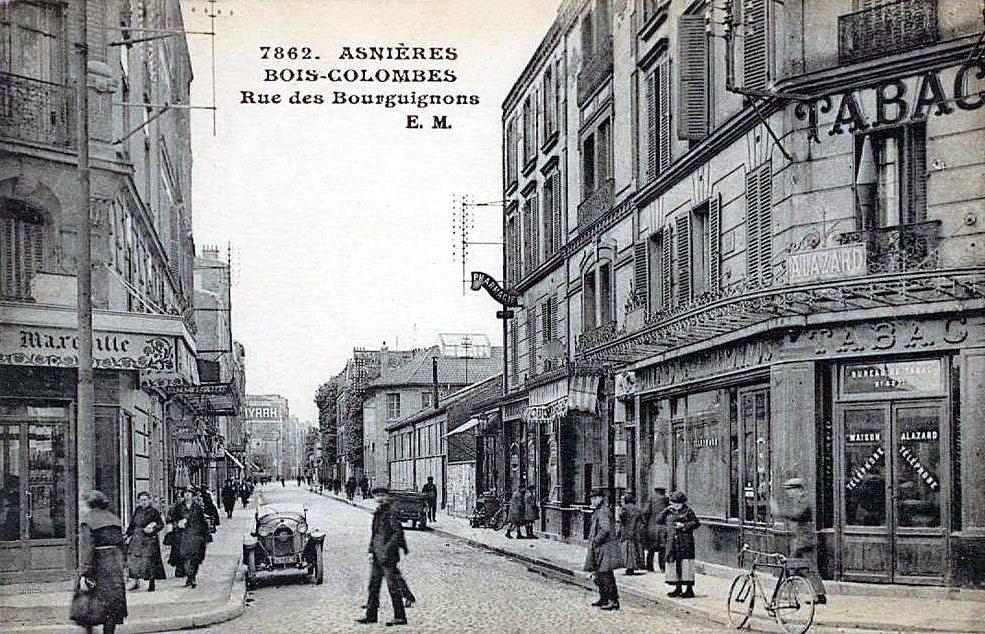
Asnières et Bois-Colombes: La rue des Bourguignons au départ du Carrefour des Bourguignons

Elle suit le parcours de la route nationale 309a en partant d'Argenteuil dans la direction de Courbevoie.
Elle part du carrefour des Bourguignons à Bois-Colombes, dans le prolongement approximatif de la rue Robert-Dupont (anciennement rue Villebois-Mareuil).
À Bois-Colombes, elle rencontre notamment la rue Charles-Chefson, puis la rue Victor-Hugo, prolongement de la rue de Colombes, puis la rue Raspail et la rue Mertens, qui mènent au marché.
Après le croisement de l'avenue Henri-Barbusse, à la gare de Bois-Colombes, elle franchit la ligne de Paris-Saint-Lazare à Ermont - Eaubonne longée ensuite par la rue du Général-Leclerc. Jadis, à cet endroit se trouvait un passage à niveau.
Elle rencontre ensuite la rue Paul-Déroulède, avant de franchir la ligne de Paris-Saint-Lazare à Mantes-Station par Conflans-Sainte-Honorine longée par l'avenue du Révérend-Père-Corentin-Cloarec à l'ouest, et l'avenue Max-de-Nansouty à l'est.
Elle gravit le coteau de Bécon-les-Bruyères, passant la rue Jean-Jaurès (anciennement rue de la Côte-Saint-Thibault) puis la rue Pierre-Joigneaux.
Son tracé se termine au début de la route départementale 11.

## Origine du nom
Comme il arrive parfois, son nom pourrait venir de la Guerre civile entre Armagnacs et Bourguignons qui ravagea la région au XIVe siècle. Il existait aussi, derrière la mairie de Gennevilliers, un « Vieux chemin des Bourguignons », peut-être emprunté par un parti de Bourguignons pendant la guerre de Cent Ans, afin de contourner les villages de la presqu’île de Gennevilliers.
Une autre hypothèse serait la direction de la Bourgogne, et notamment de la ville d'Auxerre.

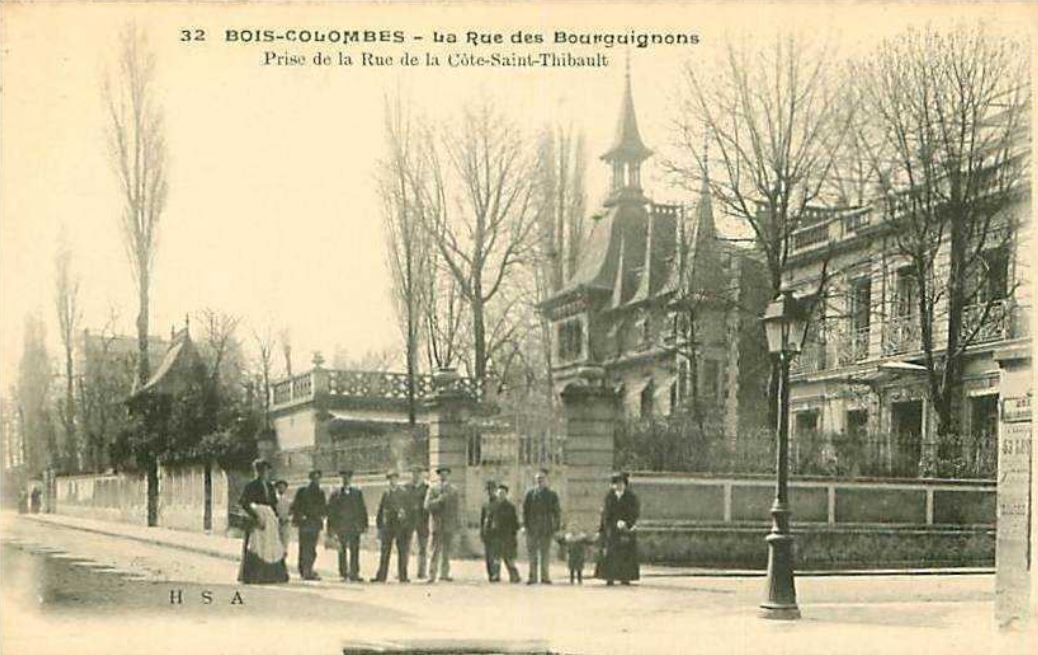
La rue des Bourguignons prise de la rue de la Côte Saint-Thibaut. La maison à droite, ainsi que son portail, la dépendance et sa balustrade en brique, sont toujours présents.

## Historique

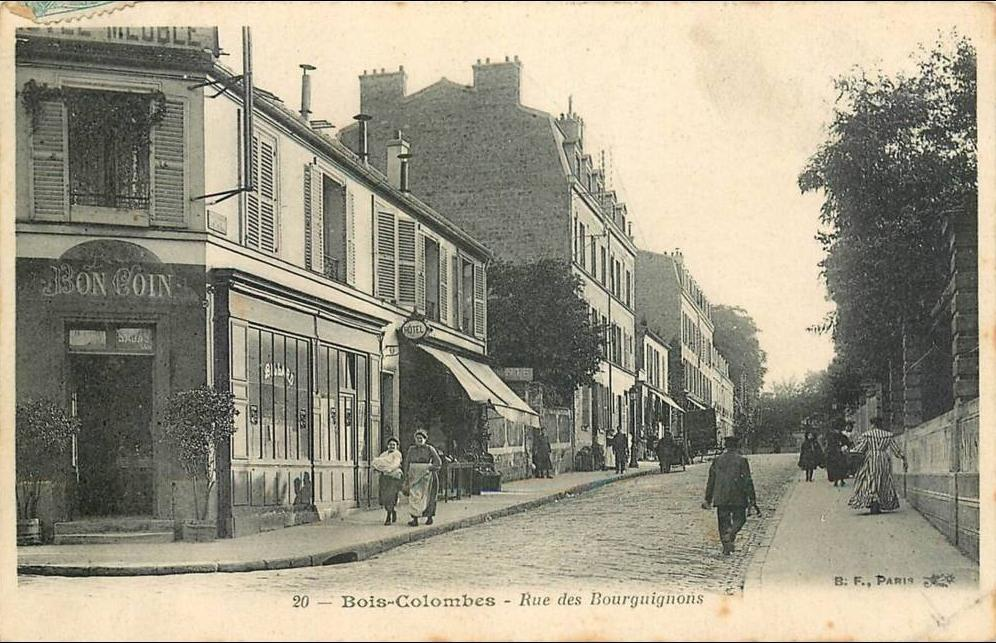
La rue des Bourguignons après la ligne de Paris-Saint-Lazare au Havre. Sur la droite se trouve la rue du Révérend-Père-Corentin-Cloarec.

Sur la Carte des Chasses du Roi figure déjà une « sente des Bourguignons », qui aurait été empruntée le 11 novembre 1411 par les troupes du Duc de Bourgogne, menée à Saint-Denis pendant la guerre civile entre Armagnacs et Bourguignons.
Le « chemin des Bourguignons » est mentionné en 1845 lors de l'établissement du passage à niveau, et en 1877 lors de la construction d'un égout, suivi par le « chemin vicinal de grande communication n°11 ».
Dès l'ouverture de la ligne de chemin de fer, entre les gares Asnières et de Colombes furent bâties des maisons de villégiatures. Avec la nouvelle gare de Bois-Colombes, le lieudit Les Carbonnets, le long de la rue des Bourguignons, commença à s'urbaniser.

## Bâtiments remarquables et lieux de mémoire
- Gare de Bois-Colombes

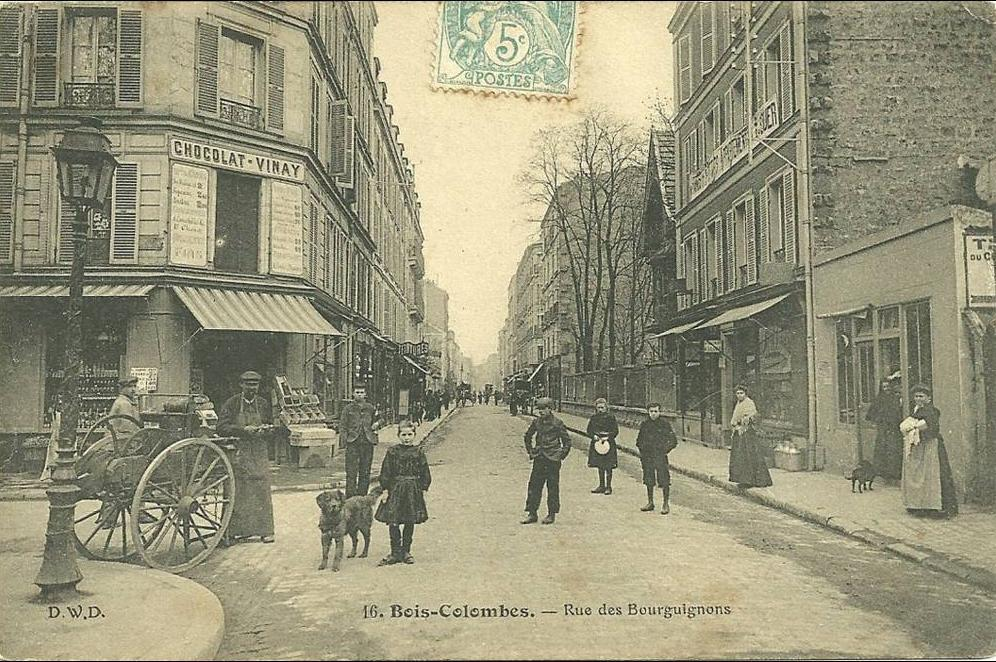
La rue des Bourguignons à l'angle de la rue de la Paix.

- Gare des Carbonnets, du nom d'un lieudit.